# Tomojasu Asaoka
Tomojasu Asaoka (japonsko 浅岡 朝泰), japonski nogometaš, * 6. april 1962, † 6. oktober 2021.
Za japonsko reprezentanco je odigral 8 uradnih tekem.